# Геологія Атлантичного океану

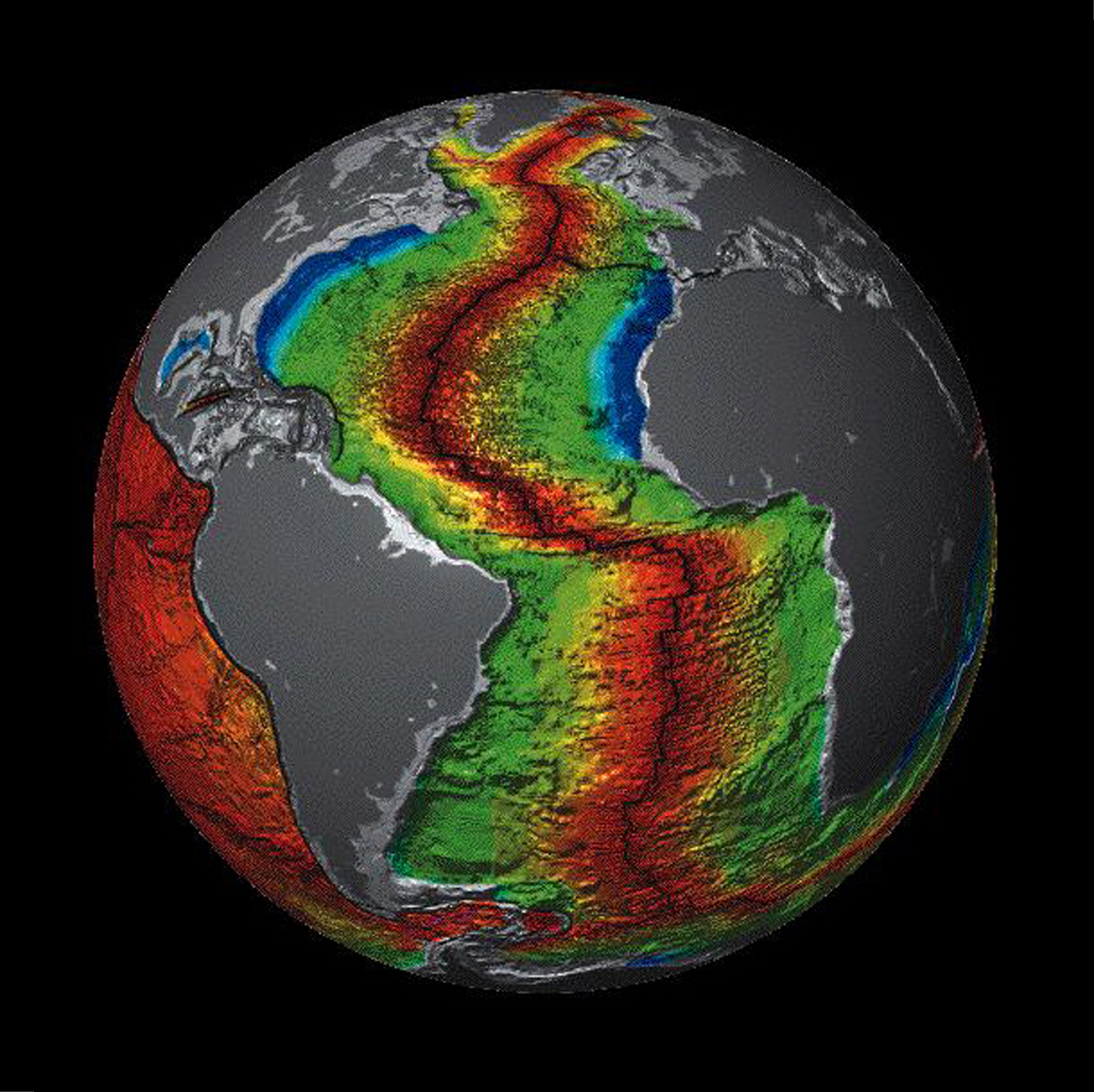
Вік океанічної кори під Атлантичним океаном: червоним кольором позначені молодіобласті, синів — найбільш старі. (шкала часу)

Геологія Атлантичного океану — геологічна будова, рельєф дна, тектоніка, сейсміка та донні відклади другого за розмірами, після Тихого, океану планети. Площа поверхні — 91,6 млн км². Середні глибини від 3200 до 3900 м, найбільша глибина 8742 м зафіксована в Пуерториканському жолобі поблизу Великих Антильських островів.

## Геологічна будова
У ложі океану виділяють зону серединно-океанічного хребта, абісальні рівнини обабіч нього, зони горбів, піднять, підводні гори на них та глибоководні жолоби поблизу острівних дуг.

### Серединно-океанічний хребет
З півночі на південь Атлантичний океан простягається потужна гірська система — Серединно-Атлантичний хребет довжиною 17 тис. км і шириною до 1000 км. На багатьох дільницях гребінь хребта розділений подовжними ущелинами — рифтовими долинами, а також поперечними депресіями — трансформними розломами. Рельєф хребта, сильно розчленований в осьовій зоні, вирівнюється до периферії за рахунок поховання донних осадів.

### Абісальні рівнини
По околицях хребта розташовуються глибоководні улоговини. На західній половині (з півночі на південь): Лабрадорська, Ньюфаундлендська, Північоамериканська, Карибська, Бразильська, Аргентинська. На східній: Західноєвропейська, Іберійська, Канарська, Зеленого Мису, Гвінейська, Ангольська, Капська і Агульяс. Абісальні рівнини — це найбільш плоскі дільниці земної поверхні, первинний рельєф яких містить осади потужністю 3-3,5 км. Ближче до осі Серединно-Атлантичного хребта на глибинах 5,5-6 км розташовуються зони абісальних горбів. Океанічні підняття розташовані між материками і хребтом та розділяють улоговини. Найбільш великі підняття: Бермудське, Ріу-Гранді, Роколл, Сьєрра-Леоне, Китовий хребет, Канарське, Мадейра, Зеленого Мису. В Атлантичному океані відомо тисячі підводних гір вулканічного походження.

### Континентальний шельф
Для Атлантичного океану характерне незгідне зрізання геологічних структур материків береговою лінією. Глибина брівки континентального шельфу 100—200 м, в приполярних районах 200—350 м, ширина її — від декількох км до сотень км. Найбільш обширні області шельфу — біля острова Ньюфаундленд, у Мексиканській затоці і біля берегів Аргентини. Для рельєфу шельфу характерні подовжні жолоби, по зовнішньому краю — так звані «банки». Материковий схил має нахил в декілька градусів, його висота 2-4 км. Для нього характерні терасоподібні уступи і поперечні каньйони.

### Глибоководні жолоби
До перехідної зони з особливою будовою кори відносять крайові глибоководні жолоби: Пуерто-Рико (максимальна глибина 8742 м), Південносандвичев (8325 м), Кайман (7090 м), Орьенте (до 6795 м), де спостерігаються землетруси. Потужність земної кори в перехідній зоні зменшується від 30-40 км на материках до 5-7 км в океані. Нижній шар кори (океанічний) має товщину 5 км і складається з глибинних основних і ультраосновних порід. Над ним залягає проміжний («фундамент») потужністю 1,5-1,7 км, представлений головним чином базальтами. Вище залягає осадовий шар середньою потужністю 0,7 км. У області осьової зони хребта океанічний шар не виявлений, безпосередньо під шаром 2 залягає мантія. Тому тепловий потік через дно океану підвищений саме в осьовій зоні серединно-океанічного хребта (0,1 Вт/м²) і найменший (0,04) в крайових жолобах.

## Сейсмічність
Сила землетрусів в Атлантиці — 5-7 бальна. 

## Утворення
Виходячи з контурних кореляцій материків та інформації про вік порід океанічного дна була висунута концепція мобілізму. Вважається, що Північна Атлантика виникла в тріасі (200 млн років тому) в результаті відриву Північної Америки від Північно-Західної Африки, а Південна Атлантика — 120—105 млн років тому при відриві Південної Америки від Африки. З'єднання двох атлантичних басейнів відбулося близько90 млн років тому і після того Атлантичний океан продовжував розширюватись.

## Донні відклади
Переважна частина магматичних порід океанічного дна представлена толеїтовими базальтами і лавами. На островах розвинені лужні породи (базальти, трахіти, андезити). У глибоких жолобах і зонах трансформних розломів знайдені магматичні основні і ультраосновні породи.
Потужність осаду залежить від відстані до осі серединно-океанічного хребта: на самій осі — від 0 до декількох метрів; в 100—400 км від осі — до 200 м; поблизу материків — до 1 км. Вік порід збільшується ближче до материків (найстарші — 150 млн років виявлені побіля Америки, наймолодші — 60 млн років — біля Гренландії). Близько 67 % поверхні дна Атлантичного океану вкрито біогенними мулами. Глибоководні западини вкриті так званими «червоними глинами» — глинистими мулами.

## Корисні копалини
З мінеральних ресурсів Атлантичного океану найважливіші — нафта й газ (на континентальному шельфі). У солянокупольних структурах Мексиканської затоки добувається сірка. На шельфі розвідані значні запаси заліза, олов'яних руд, вугілля, фосфоритів, розсипища ільменіту, рутилу, циркону, монациту, золота та алмазів. У глибоководних донних відкладах — залізо-марганцеві конкреції.